# Фия
Фия (др.-греч. Θυία — «безумствующая», также Фийя/Тийя) — персонаж древнегреческой мифологии, нимфа, связанная с культом Диониса. Либо дочь речного бога Кефисса, связанного с одноимённой рекой, её священный участок у Дельф; либо дочь Касталия. Была первой жрицей и служительницей Диониса, по её имени названы фиады. По версии, родила сына Дельфа от Аполлона. Либо подруга Хлориды; с Фией сочетался Посейдон. Изображена в Аиде на картине Полигнота в Дельфах.